# Elliant
Elliant (bret. Eliant) – miejscowość i gmina we Francji, w regionie Bretania, w departamencie Finistère.
Według danych na rok 1990 gminę zamieszkiwało 2591 osób, a gęstość zaludnienia wynosiła 37 osób/km² (wśród 1269 gmin Bretanii Elliant plasowała się na 222. miejscu pod względem liczby ludności, natomiast pod względem powierzchni na miejscu 22.).